# Vater ist der Beste
Vater ist der Beste (Originaltitel Father Knows Best; Alternativtitel I Told You So) ist eine US-amerikanische Fernsehserie. Sie wurde zwischen 1954 und 1960 von Rodney-Young Productions und Screen Gems Television produziert und durch Columbia TriStar vertrieben. Die sechs Staffeln mit insgesamt 203 Episoden wurden zunächst von 1954 bis 1955 von CBS, von 1955 bis 1958 von NBC und von 1958 bis 1960 wieder von CBS ausgestrahlt.
Die komödiantische Familienserie zählte zu den erfolgreichsten US-Serien der 1950er-Jahre. Selbst nach dem Ende der Serie durch den Ausstieg des Hauptdarstellers Robert Young wurden von 1960 bis 1963 noch Wiederholungen zur amerikanischen Hauptsendezeit ausgestrahlt.

## Handlung
Jim Anderson arbeitet als Versicherungsvertreter für die General Insurance Company in Springfield im Mittleren Westen. Neben seinem Beruf kümmert er sich zusammen mit seiner Frau Margaret um die Belange und Probleme seiner drei Kinder Betty, James und Kathy, für die er immer einen weisen Rat hat.
Die beiden ältesten Kinder Betty (1956) und Bud (1959) machen schließlich ihren High-School-Abschluss und besuchen das Springfield Junior College.

## Hintergrund

### Radiosendung
Bereits 1949 sprach Young die Rolle des Jim Anderson in der Radio-Version von Vater ist der Beste. Die Sendung war vom 25. August 1949 bis zum 25. März 1954 auf NBC Radio zu hören und wurde während des größten Teils ihrer Laufzeit von General Foods gesponsert. Seine Frau Margaret wurde zunächst von June Whitley und später von Jean Vander Pyl gesprochen; die Kinder der Andersons durch Rhoda Williams (Betty), Ted Donaldson (Bud) und Norma Jean Nilsson (Kathy). Weitere Sprecher der Serie waren Eleanor Audley, Herb Vigran und Sam Edwards.
In der Radiosendung unterscheidet sich die Figur des Jim von der späteren Fernsehfigur: Jim ist sarkastischer und zeigt als Patriarch der Familie mehr Autorität. Jim nennt seine Kinder auch beim Namen, was im Radio üblich ist, aber in der Fernsehserie nicht vorkommt. Margaret wird, mit wenigen dramaturgischen Ausnahmen, als ein Ausbund an Vernunft und Geduld dargestellt.
Betty ist in der Radioversion ein statusbewusstes Mädchen und jede Kleinigkeit ist „das Schlimmste, was je passieren kann“. Bud wird im Radio als „typisch amerikanischer Junge“ dargestellt, der immer „ein bisschen mehr Geld“ benötigt, obwohl er 1,25 US-Dollar Taschengeld pro Woche erhält (entsprach 14 US-Dollar im Jahr 2021); zudem wird von ihm erwartet, dass er ans Telefon geht, was er hasst und mit einem „Holly Cow!“ zum Ausdruck bringt. Im Radio wird Kathy als eine Quelle der Irritation dargestellt: Sie jammert, weint und beschwert sich über ihren Status in der Familie und leiht ihren Geschwistern regelmäßig Geld.

### Fernsehadaption
In einem Interview, das in der Zeitschrift Films of the Golden Age (Herbst 2015) veröffentlicht wurde, verriet Young über die Radiosendung: „Ich mochte sie nie ganz, weil es Lacher geben musste. […] Und ich wollte eine warme Beziehung zeigen […] Als wir zum Fernsehen wechselten, schlug ich eine völlig neue Besetzung und eine andere Perspektive vor.“
In der 26-minütigen Folge Keep It in the Family des Ford Television Theatre spielte Robert Young am 27. Mai 1954 Jim Warren, Oberhaupt der Familie Warren. Ihm zur Seite standen Ehefrau Grace (Ellen Drew), die ältere Tochter Peggy (Sally Fraser), die jüngere Tochter Patty (Tina Thompson) und Sohn Jeff (Gordon Gebert). Die zusammen mit dem Produzenten Eugene B. Rodney entwickelte Folge wurde zeitgleich die Pilotfolge der Sitcom; von der Radiobesetzung blieb nur Robert Young übrig, als die Serie schließlich in das Fernsehprogramm von CBS wechselte.
Wie zuvor in der Radioausgabe wurde Margaret als Stimme der Vernunft dargestellt. Jims Charakter wurde zu dem eines eher nachdenklichen, sanftmütigen Vaters abgemildert, der weise Ratschläge zu den Problemen seiner Kinder gibt. Vivi Janiss spielte die Rolle der Myrtle Davis in elf Folgen zwischen 1954 und 1959.
In einer Geschichte der Serie werden die Andersons als „eine wahrhaft idealisierte Familie beschrieben, eine Familie, mit der sich die Zuschauer identifizieren und der sie nacheifern können“. Mit seiner idyllischen Darstellung des Familienlebens hatte sich Vater ist der Beste so sehr in der US-amerikanischen Popkultur verankert, dass das US-Finanzministerium 1959 eine 30-minütige Sonderfolge der Serie mit dem Titel 24 Hours in Tyrant Land in Auftrag gab, die zwar nie im Fernsehen ausgestrahlt wurde, aber in Schulen, Kirchen und Bürgerinitiativen für den Kauf von Sparbriefen warb. Auf die Sitcom und den Stereotyp der typischen weißen US-amerikanischen Familie wurde in zahlreichen Filmen und Fernsehserien Bezug genommen. Billy Gray, Darsteller des Sohns, äußerte 2020, dass er über die Jahrzehnte von vielen Eltern erzählt bekommen habe, dass die Serie ihnen im Familienleben geholfen und diese sich an den Andersons orientiert hätten. Gray zeigte sich allerdings kritisch darüber: „Die Menschen glaubten, sie könnten unsere Familie als Modell nehmen. Und das ist sehr unfair für Eltern und Kinder, sich mit idealisierten, fiktiven Fernsehfiguren vergleichen zu müssen.“
Young verließ die Serie 1960 auf dem Höhepunkt ihrer Popularität, um an anderen Projekten zu arbeiten. Aufgrund der Beliebtheit beim Publikum wurden Wiederholungen noch drei Jahre lang zur Hauptsendezeit ausgestrahlt; von 1960 bis 1962 auf CBS und von 1962 bis 1963 auf ABC. Danach wurden Wiederholungen mehrere Jahre lang am frühen Nachmittag auf ABC sowie in Content-Syndication gezeigt. Am 22. November 1963 wurde um 13:42 Uhr EST die Wiederholung der Folge Man About Town auf mehreren ABC-Sendern unterbrochen, um über das Attentat auf John F. Kennedy in Dallas, Texas, zu berichten.

### Neuauflage und Fernsehfilme
Ende der 1970er Jahre war eine Neuauflage von Vater ist der Beste geplant, doch zu mehr als zwei Fernsehfilmen auf NBC kam es nicht: am 15. Mai 1977 wurde The Father Knows Best Reunion ausgestrahlt und am 18. Dezember 1977 Father Knows Best: Home for Christmas.
In den 17 Jahren, die seit dem Ende der Serie vergangen waren, haben Betty und Bud geheiratet und ihre eigenen Familien gegründet. Betty ist die verwitwete Mutter von zwei Mädchen, Jenny (Cari Anne Warder) und Ellen (Kyle Richards), während Bud und seine Frau Jean (Susan Adams) Eltern eines Sohnes, Robert „Robby“ (Christopher Gardner), sind. Kathy hat sich mit dem Arzt Jason Harper (Hal England) verlobt.
Beide Filme wurden in Deutschland nicht veröffentlicht.

### Trivia
Bei der Fassade des „Anderson-Hauses“ in der Maple Avenue 607, die im Vorspann der Serie gezeigt wird, handelt es sich um dasselbe Gebäude, das auch als George Wilsons Haus in der Fernsehserie Dennis, Geschichten eines Lausbuben und, in umgebauter Form, als Wohnsitz von Anthony Nelson in Bezaubernde Jeannie verwendet wurde. Ursprünglich 1941 für die Produktion einer Reihe von Blondie-Filmen erbaut, diente dieses Kinoanwesen noch viele Jahre lang als Teil des Backlots von Columbia Pictures; heute als „Warner Brothers Ranch“ in Burbank, Kalifornien, bekannt. Das Haus war auch in seinem bekannten „Vater ist der Beste-Stil“ in Folgen von Hazel, Verliebt in eine Hexe, The Monkees, Die Partridge Familie und in zahlreichen anderen Fernsehproduktionen zu sehen.
In einer Folge der CBS-Fernsehserie Schatten der Leidenschaft vom September 2010 kauft sich das frisch verheiratete Ehepaar Billy und Victoria Abbott (dargestellt von Billy Miller und Amelia Heinle) ein Haus, das das Innere des Anderson-Hauses nachbildet. Sie sehen sich Vater ist der Beste auf DVD an und nennen sich gegenseitig Jim und Margaret. Für ihre Hochzeit, die im Haus stattfindet, wählte Victoria ein weißes Kleid im Stil der 1950er Jahre und Richter Anderson, der das Paar traut, wird von Donahue gespielt.

## Besetzung und Synchronisation
Die Synchronisation wurde von der Telesynchron Filmgesellschaft in Berlin erstellt, nach Dialogbüchern von Karin Boedler, Sven Hasper, Bettina Israel und Nadja Reichardt sowie unter der Dialogregie von Michael Erdmann.
| Figur                         | Darsteller     | Deutscher Sprecher |
| ----------------------------- | -------------- | ------------------ |
| Jim Anderson                  | Robert Young   | Ortwin Speer       |
| Margaret Anderson             | Jane Wyatt     | Sonja Deutsch      |
| Betty Anderson („Prinzessin“) | Elinor Donahue | Nadja Reichardt    |
| James „Bud“ Anderson jun.     | Billy Gray     |                    |
| Kathy „Kitten“ Anderson       | Lauren Chapin  |                    |
| Miss Thomas                   | Sarah Selby    |                    |
| Claude Messner                | Jimmy Bates    |                    |
| Ed Davis                      | Robert Foulk   |                    |
| Myrtle Davis                  | Vivi Janiss    |                    |
| Kippy Watkins                 | Paul Wallace   |                    |

## Ausstrahlung und Episoden
Die Serie feierte am 3. Oktober 1954 auf CBS Premiere und wurde von der Zigarettenmarke Lorillard’s Kent gesponsert. Nach der ersten Staffel wechselte Vater ist der Beste im Herbst 1955 zu NBC und Hauptsponsor wurde die Scott Paper Company. Scott Paper blieb auch nach der Rückkehr der Serie zu CBS im September 1958 der Sponsor, wo die letzten beiden Staffeln ausgestrahlt wurden; Lever Brothers (Unilever) fungierte von 1957 bis 1960 als wechselnder Sponsor. Insgesamt wurden 203 Folgen in sechs Staffeln produziert, die bis zum 17. September 1960 liefen. Wiederholungen zur Hauptsendezeit wurden aufgrund des Publikumserfolgs von September 1960 bis April 1963 gesendet.
Die Serie kam in der Saison 1957–1958 auf Platz 25, in der Saison 1958–1959 auf Platz 14 und in der Saison 1959–1960 auf Platz 6 nach Nielsen-Einschaltquoten.
In Deutschland wurden 75 Folgen der Fernsehserie erstmalig ab 1958 bis Juni 1963 in der ARD ausgestrahlt; vom 6. Januar bis 17. März 1962 erfolgte die Ausstrahlung dabei durch den Hessischen Rundfunk im Hessischen Werbefernsehen (ab Folge 25). Einzelne Folgen wurden erneut im Januar 1978 im ARD-Regionalprogramm des Westdeutschen Rundfunks (Westdeutsches Werbefernsehen) wiederholt. Die 75 Folgen, die von der ARD ausgestrahlt worden sind, haben keine deutschen Titel.
Ab März 1992 strahlte Der Kabelkanal weitere 115 Folgen der Fernsehserie aus; 1993 und 1994 liefen Wiederholungen auf ProSieben und von 1996 bis 1998 erneut Folgen auf kabel eins. Die letzte, unvollständige Ausstrahlung erfolgte im Juni und Juli 2006 auf dem Bezahlfernsehsender Premiere Serie.
| Staffel | Folgen (USA) | Folgen (DE) | Premiere (USA) | Finale (USA)  |
| ------- | ------------ | ----------- | -------------- | ------------- |
| 1       | 26           | 14          | 3. Okt. 1954   | 27. März 1955 |
| 2       | 37           | 27          | 31. Aug. 1955  | 30. Mai 1956  |
| 3       | 37           | 26          | 12. Sep. 1956  | 5. Juni 1957  |
| 4       | 33           | 26          | 25. Sep. 1957  | 11. Juni 1958 |
| 5       | 38           | 21          | 15. Sep. 1958  | 1. Juni 1959  |
| 6       | 32           | 9           | 5. Okt. 1959   | 23. Mai 1960  |

Seit 2002 erfolgt der Vertrieb durch Sony Pictures Television. Der Anbieter Shout! Factory veröffentlichte am 1. April 2008 die erste Staffel von Vater ist der Beste auf DVD-Video (Region 1); am 11. November 2008 folgte die zweite Staffel, am 9. Juni 2009 die dritte Staffel und am 23. März 2010 die vierte Staffel. Die letzten beiden Staffeln wurden am 17. August 2010 (Staffel 5) und 19. April 2011 (Staffel 6) veröffentlicht. Die komplette Serie umfasst 30 DVD-Medien und wurde als Father Knows Best: The Complete Series veröffentlicht. In Australien (Region 4) veröffentlichte Madman Entertainment die ersten beiden Staffeln auf DVD. Synchronisierte Versionen für den deutschsprachigen Markt existieren nicht.

## Auszeichnungen und Nominierungen
Primetime Emmy Awards
- 1956: Nominierung in der Kategorie „Best Actor – Continuing Performance“ für Robert Young[1]
- 1957: Auszeichnung in der Kategorie „Best Continuing Performance by an Actor in a Dramatic Series“ für Robert Young
- 1957: Nominierung in der Kategorie „Best Editing of a Film for Television“ für Richard Fantl (Schnitt)
- 1957: Nominierung in der Kategorie „Best Series – Half Hour or Less“
- 1958: Auszeichnung in der Kategorie „Best Continuing Performance by an Actor in a Leading Role in a Dramatic or Comedy Series“ für Robert Young (Hauptdarsteller)
- 1958: Auszeichnung in der Kategorie „Best Continuing Performance by an Actress in a Leading Role in a Dramatic or Comedy Series“ für Jane Wyatt (Hauptdarstellerin)
- 1958: Nominierung in der Kategorie „Best Direction – Half Hour or Less“ für Peter Tewksbury (Regie)
- 1958: Nominierung in der Kategorie „Best Teleplay Writing – Half Hour or Less“ für Roswell Rogers (Drehbuch)
- 1958: Nominierung in der Kategorie „Best Comedy Writing“ für Roswell Rogers und Paul West (Drehbuch)
- 1958: Nominierung in der Kategorie „Best Comedy Series“
- 1959: Auszeichnung in der Kategorie „Best Actress in a Leading Role (Continuing Character) in a Comedy Series“ für Jane Wyatt (Hauptdarstellerin)
- 1959: Auszeichnung in der Kategorie „Best Direction of a Single Program of a Comedy Series“ für Peter Tewksbury (Regie)
- 1959: Nominierung in der Kategorie „Best Actor in a Leading Role (Continuing Character) in a Comedy Series“ für Robert Young
- 1959: Nominierung in der Kategorie „Best Supporting Actor (Continuing Character) in a Comedy Series“ für Billy Gray
- 1959: Nominierung in der Kategorie „Best Supporting Actress (Continuing Character) in a Comedy Series“ für Elinor Donahue
- 1959: Nominierung in der Kategorie „Best Writing of a Single Program of a Comedy Series“ für Roswell Rogers (Drehbuch)
- 1959: Nominierung in der Kategorie „Best Comedy Series“
- 1960: Auszeichnung in der Kategorie „Outstanding Performance by an Actress in a Series (Lead or Support)“ für Jane Wyatt (Hauptdarstellerin)
- 1960: Nominierung in der Kategorie „Outstanding Writing Achievement in Comedy“ für Dorothy Cooper und Roswell Rogers (Drehbuch)
- 1960: Nominierung in der Kategorie „Outstanding Program Achievement in the Field of Humor“

Writers Guild of America (WGA)
- 1957: Nominierung in der Kategorie „Situational Comedy, 30 Minutes in Length“ für Dorothy Cooper (Drehbuch)[1]
- 1957: Nominierung in der Kategorie „Episodic Drama, 30 Minutes in Length“ für Roswell Rogers (Drehbuch)
- 1960: Nominierung in der Kategorie „Script, 30 Minutes or Less in Program Length“ für Dorothy Cooper und Roswell Rogers (Drehbuch)
- 1961: Auszeichnung in der Kategorie „Episodic Comedy“ für Dorothy Cooper (Drehbuch)

Sonstige
- 1960: Auszeichnung mit dem Logie Award in der Kategorie „Seven Network: Best Program“[1]
- 2011: Aufnahme in die „OFTA TV Hall of Fame“ der Online Film & Television Association[1]